# Vieux-Boucau-les-Bains
Pour les articles homonymes, voir Boucau (homonymie).
Vieux-Boucau-les-Bains est une commune française située dans le département des Landes en région Nouvelle-Aquitaine.
Le gentilé est Boucalais.

## Géographie

### Localisation
| - OpenStreetMap Limite communale. |

Station balnéaire située dans le Marensin en forêt des Landes de Gascogne sur la Côte d'Argent. La commune est l'une des plus petites des Landes en superficie.

### Communes limitrophes
Les communes limitrophes sont Messanges et Soustons.
|                  | Messanges              |  |
| Océan Atlantique | Vieux-Boucau-les-Bains |  |
|                  | Soustons               |  |

### Hydrographie
Au sud de Vieux-Boucau, le courant de Soustons, déversoir de l'étang de Soustons, se jette dans l'océan Atlantique à l'endroit où débouchait l'Adour.

### Climat
Pour des articles plus généraux, voir Climat de la Nouvelle-Aquitaine et Climat des Landes.
Historiquement, la commune est exposée à un climat océanique aquitain.
En 2020, Météo-France publie une typologie des climats de la France métropolitaine dans laquelle la commune est exposée à un climat océanique et est dans la région climatique  Littoral charentais et aquitain, caractérisée par une pluviométrie élevée en automne et en hiver, un bon ensoleillement, des hiver doux (6,5 °C), soumis à la brise de mer.
Pour la période 1971-2000, la température annuelle moyenne est de 13,7 °C, avec une amplitude thermique annuelle de 13,1 °C. Le cumul annuel moyen de précipitations est de 1 356 mm, avec 13,6 jours de précipitations en janvier et 8,2 jours en juillet. Pour la période 1991-2020, la température moyenne annuelle observée sur la station météorologique la plus proche, située sur la commune de Soorts-Hossegor à 14 km à vol d'oiseau, est de 14,9 °C et le cumul annuel moyen de précipitations est de 1 181,8 mm,. Pour l'avenir, les paramètres climatiques de la commune estimés pour 2050 selon différents scénarios d’émission de gaz à effet de serre sont consultables sur un site dédié publié par Météo-France en novembre 2022.

## Urbanisme

### Typologie
Au 1er janvier 2024, Vieux-Boucau-les-Bains est catégorisée bourg rural, selon la nouvelle grille communale de densité à sept niveaux définie par l'Insee en 2022.
Elle est située hors unité urbaine et hors attraction des villes,.
La commune, bordée par l'océan Atlantique, est également une commune littorale au sens de la loi du 3 janvier 1986, dite loi littoral. Des dispositions spécifiques d’urbanisme s’y appliquent dès lors afin de préserver les espaces naturels, les sites, les paysages et l’équilibre écologique du littoral, tel le principe d'inconstructibilité, en dehors des espaces urbanisés, sur la bande littorale des 100 mètres, ou plus si le plan local d’urbanisme le prévoit.

### Occupation des sols

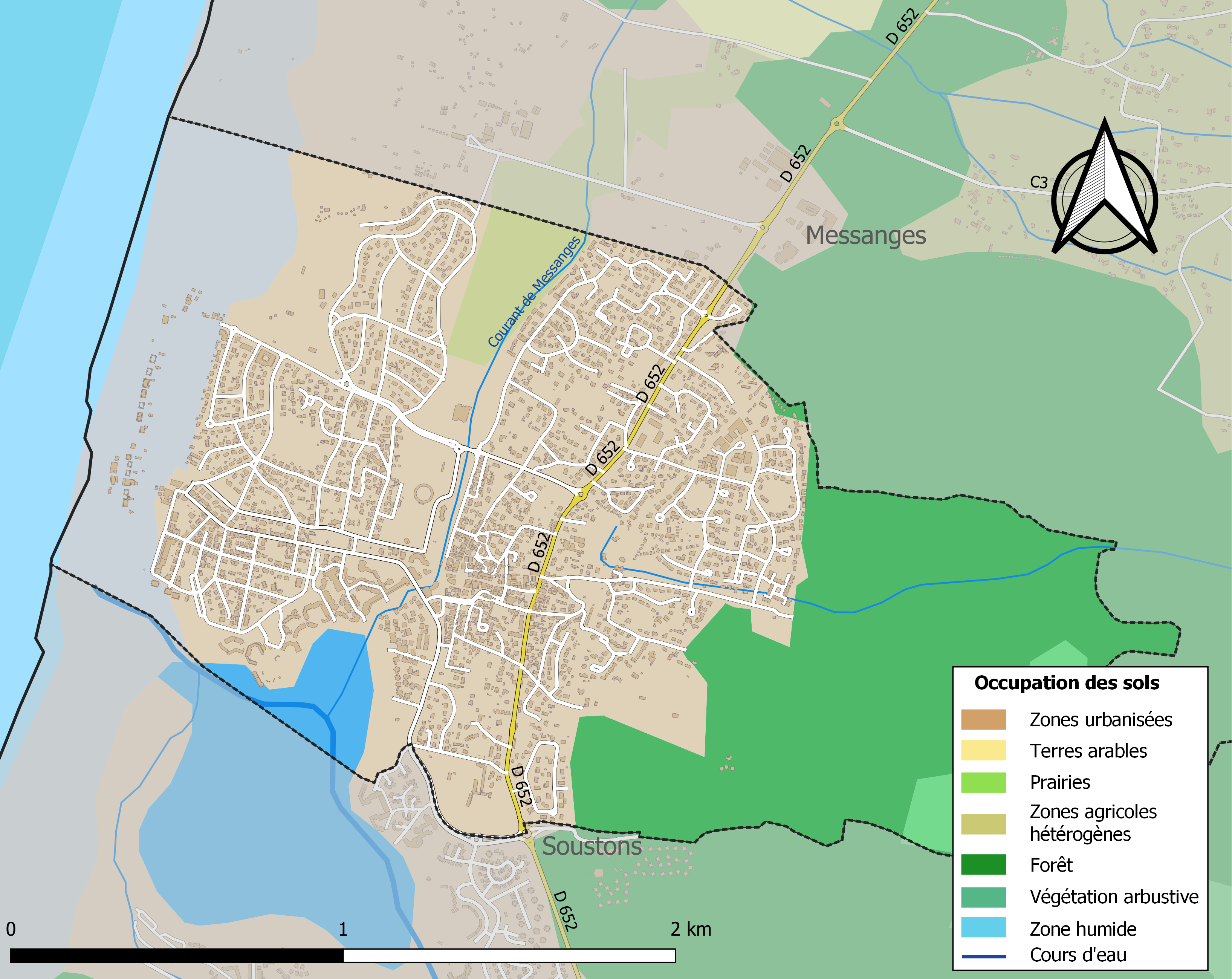
Carte des infrastructures et de l'occupation des sols de la commune en 2018 (CLC).

L'occupation des sols de la commune, telle qu'elle ressort de la base de données européenne d’occupation biophysique des sols Corine Land Cover (CLC), est marquée par l'importance des territoires artificialisés (58,8 % en 2018), une proportion sensiblement équivalente à celle de 1990 (58,6 %). La répartition détaillée en 2018 est la suivante : zones urbanisées (58,1 %), forêts (24,5 %), espaces ouverts, sans ou avec peu de végétation (9,3 %), milieux à végétation arbustive et/ou herbacée (3 %), zones agricoles hétérogènes (2,4 %), eaux continentales (2,1 %), espaces verts artificialisés, non agricoles (0,7 %). L'évolution de l’occupation des sols de la commune et de ses infrastructures peut être observée sur les différentes représentations cartographiques du territoire : la carte de Cassini (XVIIIe siècle), la carte d'état-major (1820-1866) et les cartes ou photos aériennes de l'IGN pour la période actuelle (1950 à aujourd'hui).

### Risques majeurs
Le territoire de la commune de Vieux-Boucau-les-Bains est vulnérable à différents aléas naturels : météorologiques (tempête, orage, neige, grand froid, canicule ou sécheresse), feux de forêts, mouvements de terrains et séisme (sismicité faible). Un site publié par le BRGM permet d'évaluer simplement et rapidement les risques d'un bien localisé soit par son adresse soit par le numéro de sa parcelle.
Vieux-Boucau-les-Bains est exposée au risque de feu de forêt. Depuis le 20 avril 2016, les départements de la Gironde, des Landes et de Lot-et-Garonne disposent d’un règlement interdépartemental de protection de la forêt contre les incendies. Ce règlement vise à mieux prévenir les incendies de forêt, à faciliter les interventions des services et à limiter les conséquences, que ce soit par le débroussaillement, la limitation de l’apport du feu ou la réglementation des activités en forêt. Il définit en particulier cinq niveaux de vigilance croissants auxquels sont associés différentes mesures,.
Les mouvements de terrains susceptibles de se produire sur la commune sont des tassements différentiels.

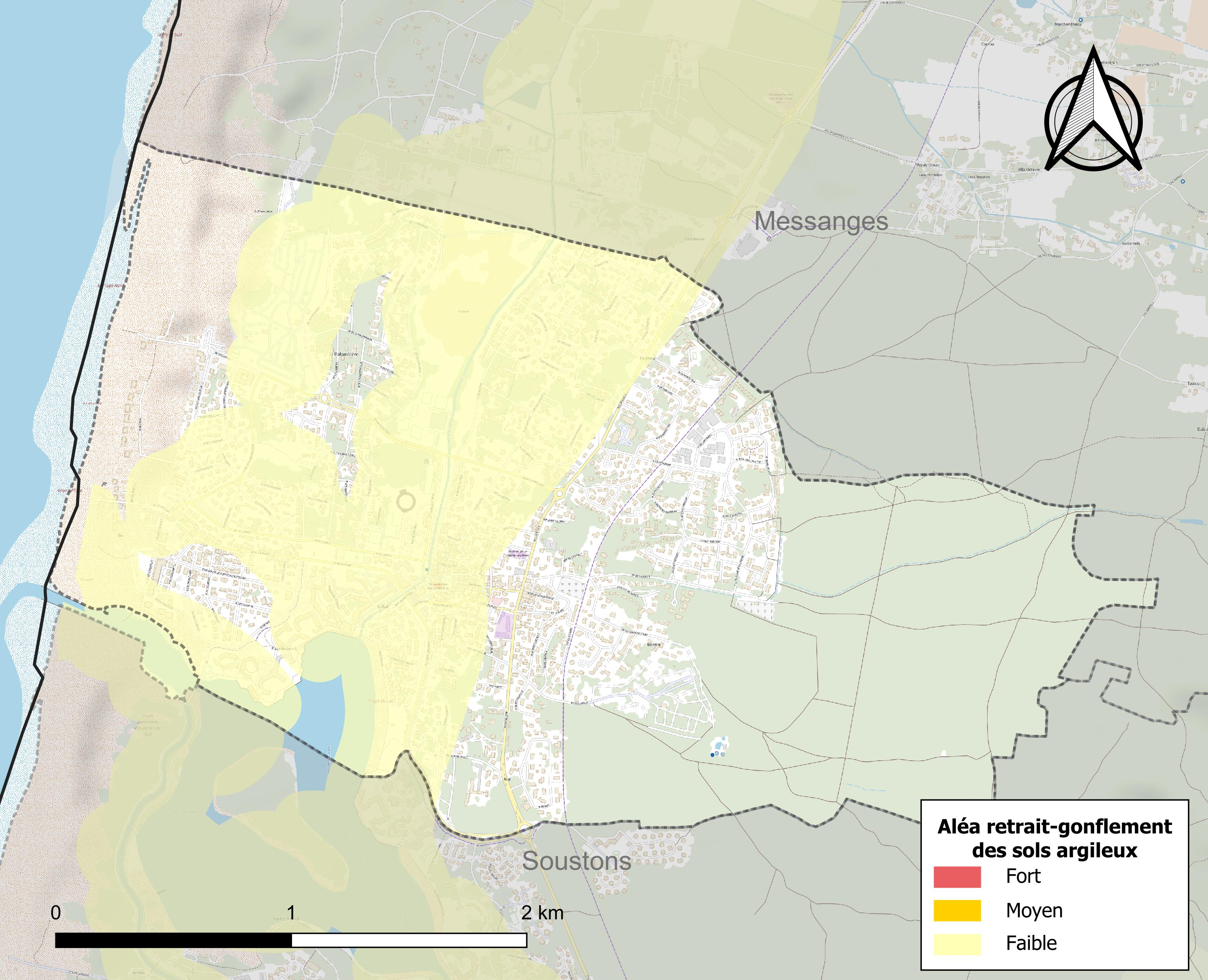
Carte des zones d'aléa retrait-gonflement des sols argileux de Vieux-Boucau-les-Bains.

Le retrait-gonflement des sols argileux est susceptible d'engendrer des dommages importants aux bâtiments en cas d’alternance de périodes de sécheresse et de pluie. Aucune partie du territoire de la commune n'est en aléa moyen ou fort (19,2 % au niveau départemental et 48,5 % au niveau national). Sur les 1 792 bâtiments dénombrés sur la commune en 2019, aucun n'est en aléa moyen ou fort, à comparer aux 17 % au niveau départemental et 54 % au niveau national. Une cartographie de l'exposition du territoire national au retrait gonflement des sols argileux est disponible sur le site du BRGM,.
La commune a été reconnue en état de catastrophe naturelle au titre des dommages causés par les inondations et coulées de boue survenues en 1999, 2009 et 2020 et au titre des inondations par remontée de nappe en 2013 et 2020 et par des mouvements de terrain en 1999.

## Toponymie
Son nom occitan gascon est Lo Bocau Vielh ; en français : vieille embouchure.

## Histoire
Dans les années 1970, un lac marin artificiel et un complexe touristique reprenant l'ancien nom de la commune, Port d'Albret, ont été aménagés à cheval sur Vieux-Boucau et la commune voisine de Soustons.

## Politique et administration

### Liste des maires
| Période   | Période   | Identité                                       | Étiquette | Qualité                                                                                                 |
| --------- | --------- | ---------------------------------------------- | --------- | --- |
| 1982      | 2001      | André Rigal                                    | PS        | Pharmacien                                                                                              |
| mars 2001 | mars 2008 | Robert Lafitte                                 | CPNT      | Général Armée de terre                                                                                  |
| mars 2008 | En cours  | Pierre Froustey Réélu pour le mandat 2020-2026 | PS        | Agent général d'assurance Conseiller régional Nouvelle-Aquitaine Président de la communauté de communes |

### Politique environnementale
Dans son palmarès 2024, le Conseil national de villes et villages fleuris de France a attribué deux fleurs à la commune.

## Démographie
| 1793 | 1800 | 1806 | 1821 | 1831 | 1836 | 1841 | 1846 | 1851 |
| ---- | ---- | ---- | ---- | ---- | ---- | ---- | ---- | ---- |
| 193  | 191  | 185  | 247  | 272  | 306  | 311  | 316  | 313  |

| 1856 | 1861 | 1866 | 1872 | 1876 | 1881 | 1886 | 1891 | 1896 |
| ---- | ---- | ---- | ---- | ---- | ---- | ---- | ---- | ---- |
| 339  | 342  | 392  | 458  | 498  | 486  | 499  | 521  | 514  |

| 1901 | 1906 | 1911 | 1921 | 1926 | 1931 | 1936 | 1946 | 1954 |
| ---- | ---- | ---- | ---- | ---- | ---- | ---- | ---- | ---- |
| 490  | 545  | 550  | 525  | 485  | 504  | 540  | 537  | 670  |

| 1962 | 1968 | 1975  | 1982  | 1990  | 1999  | 2006  | 2011  | 2016  |
| ---- | ---- | ----- | ----- | ----- | ----- | ----- | ----- | ----- |
| 772  | 903  | 1 072 | 1 151 | 1 210 | 1 379 | 1 576 | 1 551 | 1 606 |

| 2021  | 2022  | - | - | - | - | - | - | - |
| ----- | ----- | - | - | - | - | - | - | - |
| 1 660 | 1 682 | - | - | - | - | - | - | - |

## La commune dans les médias
En mai 2006, la commune a fait l'objet de reportages réalisés par les étudiants en journalisme de l'IUT de Bordeaux (l'actuel IJBA).

## Lieux et monuments
- Église Saint-Clément de Vieux-Boucau.

## Galerie

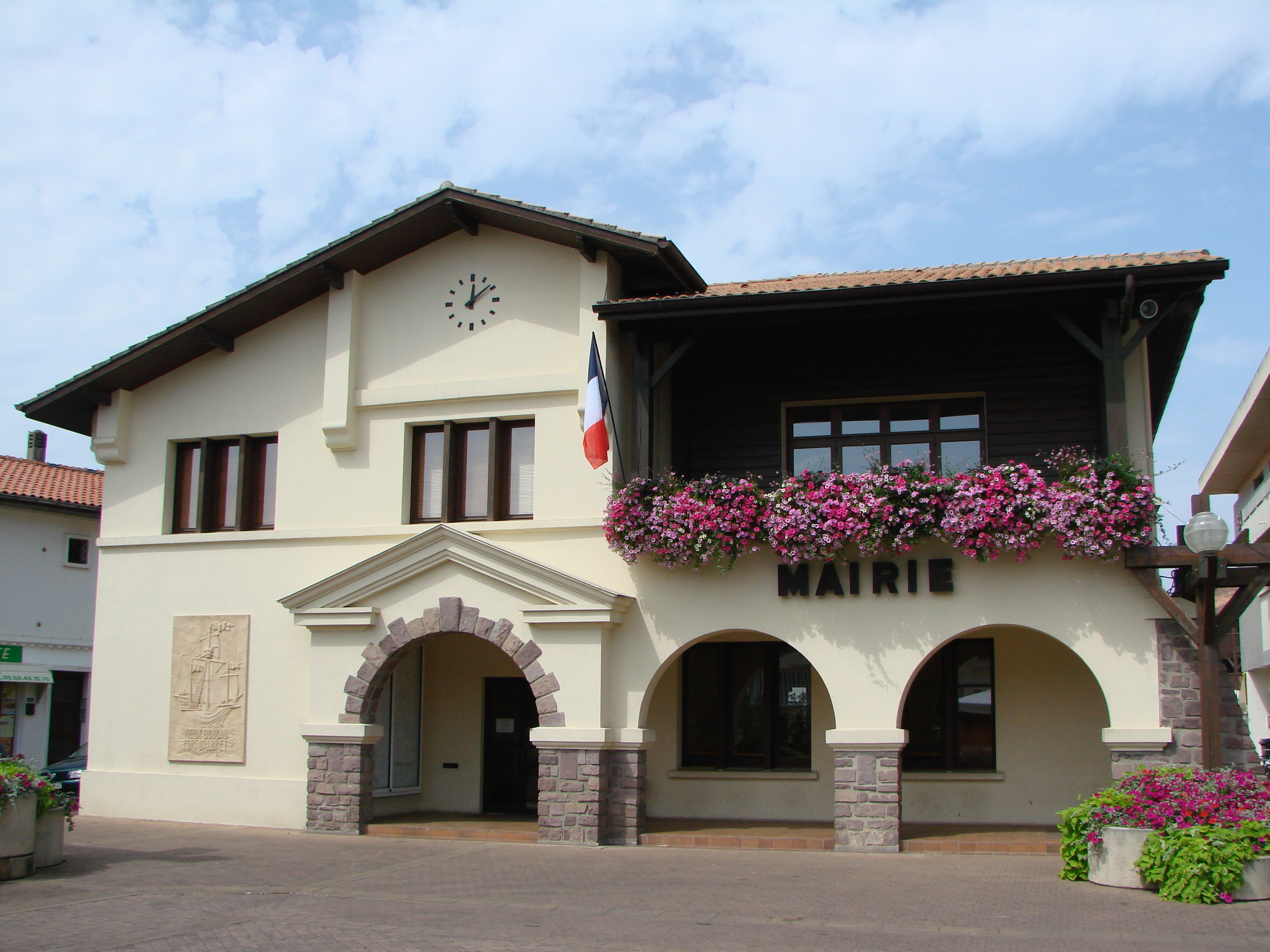
Mairie.
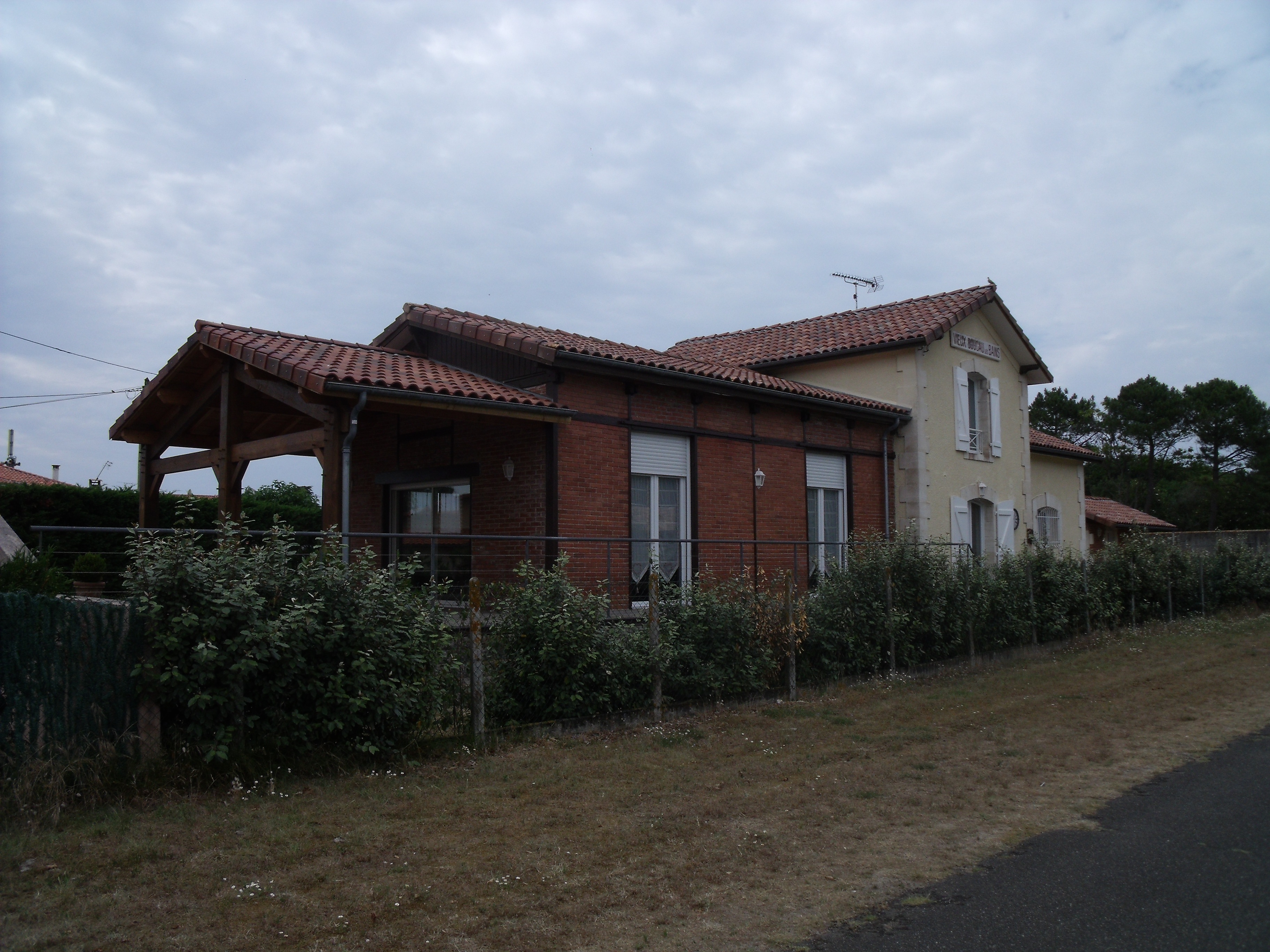
Gare désaffectée.

## Personnalités liées à la commune
- Bernard Saint-Jours, douanier, géographe et historien ;
- Jean Etcheberry, joueur de rugby à XV ;
- Didier Gadou, joueur de basket-ball ;
- Thierry Gadou, joueur de basket-ball ;
- Mathilde Froustey, danseuse ;
- Sophie Brocas, écrivaine, haut-fonctionnaire et journaliste ;
- Morgane Caussarieu, romancière et essayiste.

## Héraldique
| Blason de Vieux-Boucau | Blason  | D'azur à un trois-mats contourné d'or, équipé de sable, habillé et flammé d'argent, la grand-voile chargée d'une fleur de lis d'or, voguant sur une mer de sinople*. |
| Blason de Vieux-Boucau | Détails | * Il y a là non-respect de la règle de contrariété des couleurs : ces armes sont fautives ( siople sur azur). Le statut officiel du blason reste à déterminer.       |